# Abou Zamaa el-Balaoui
Abou Zamaa el-Balaoui (arabe : أبو زمعة البلوي) est un compagnon du prophète de l'islam, Mahomet, et l'un de ceux qui se sont engagés avec lui dans le cadre du traité d'Houdaybiya.
Balaoui quitte la Péninsule arabique pour l'Ifriqiya en 654 (an 34 de l'hégire) dans le contexte de la conquête musulmane du Maghreb. Il perd la vie au combat la même année, lors d'une bataille contre les armées byzantines près d'Aïn Djeloula, à une trentaine de kilomètres de Kairouan (actuelle Tunisie).
Selon ce qui est rapporté des historiens musulmans[Lesquels ?], il aurait conservé trois poils de la barbe de Mahomet avec lesquels il a demandé à être enterré après sa mort, d'où l'appellation de mosquée du Barbier donnée au mausolée qui a été construit sur l'emplacement de sa tombe, installée sur le site de Kairouan avant la fondation de la ville.
Abou Zamaa el-Balaoui est connu par les Tunisiens sous le nom de Sidi Sahbi.